# Breakwater Lodge
Breakwater Lodge er et tidligere fængsel på Victoria & Alfred Waterfront i Cape Town, Sydafrika. Bygningerne blev taget i brug som fængsel i 1859 og er i dag dels et hotel og dels en afdeling af Cape Towns universitet. Navnet var oprindeligt Breakwater Prison, men blev for år tilbage ændret til det nuværende, Breakwater Lodge.

## Fængslets historie
Fængslet blev bygget i 1859, beregnet til at huse straffefanger fra Storbritannien. Ideen var fostret af den tidligere guvernør for Kapkolonien, John Montagu, der var guvernør i perioden 1843 til 1852. Fangerne blev transporteret til Cape Town for at arbejde med konstruktionen af de kæmpestore moler og bølgebrydere, som muliggjorde etableringen af den havn, som i dag er kendt som Victoria & Alfred Waterfront. I løbet af årene blev også andre fanger sendt til fængslet, der var det første sted, hvor man begyndte at lave skel mellem sorte og hvide indsatte.
I 1902 blev de hvide fanger flyttet til en ny bygning, kaldet 'Industrial Breakwater Prison' og som er den store bygning, der står tilbage i dag. Bygningens design, med fire store murstenstårne med skydeskår, som omkranser en lukket indre gård, var tydeligt inspireret af fængslerne hjemme i England.
Ti år efter opførelse af den nye fængselsbygning blev anvendelsen ændret til ungdomsinstitution og fra 1926 til 1989 rummede stedet et herberg for sorte havnearbejdere.

## Skole og hotel
Siden 1991 har bygningerne rummet en del af universitetets handelsskole samt et hotel i den store sydafrikanske hotelkæde 'Protea'.